# 総合馬術

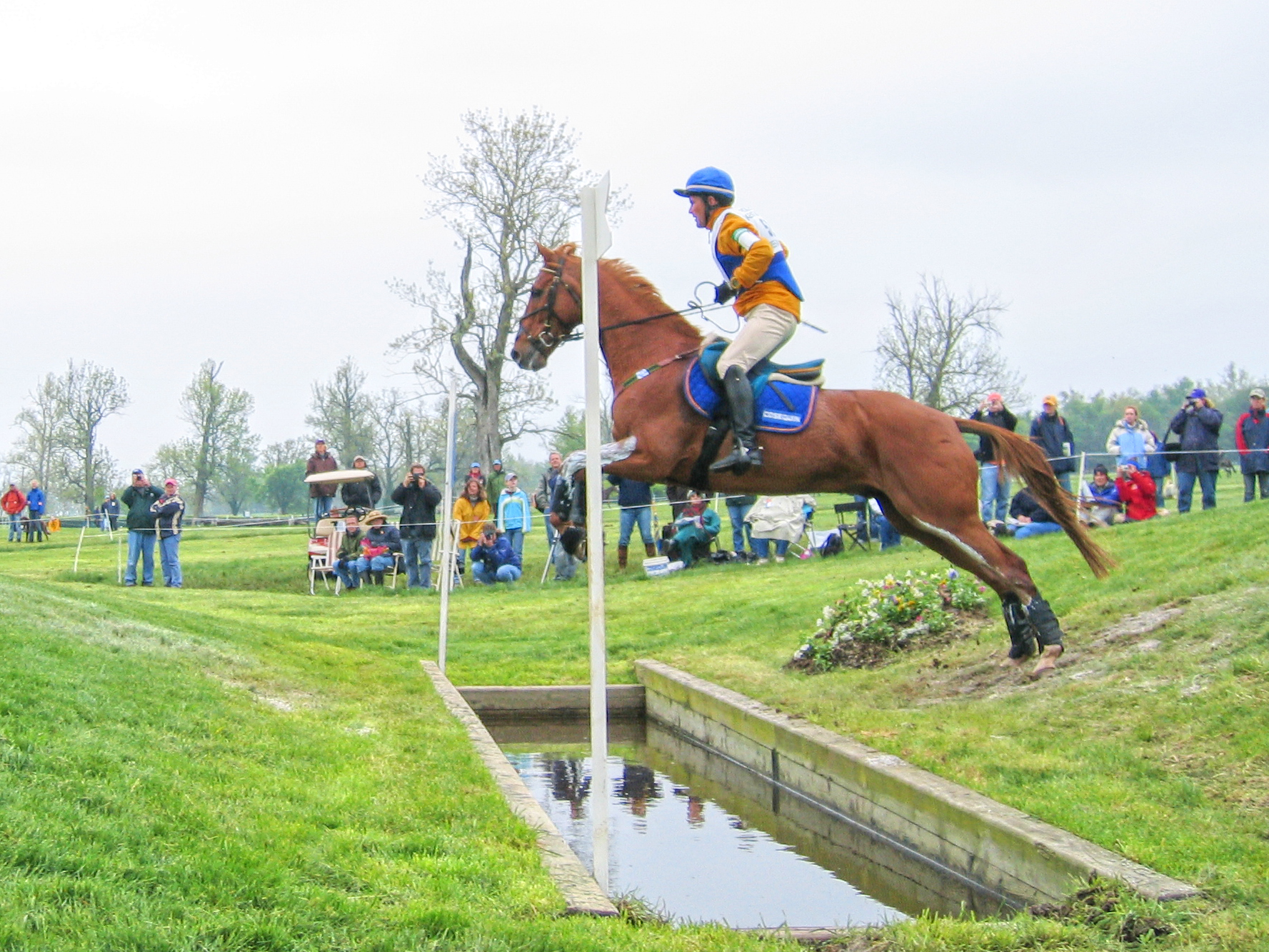
総合馬術競技のうちのクロスカントリーの様子

ダイレクトルート

ロングルート

総合馬術（そうごうばじゅつ）は、馬術競技の一つ。英語では「イヴェンティング（Eventing）」と呼ばれている。

## 概要
総合馬術を行う意義として、FEI（国際馬術連盟）により規定された「FEI総合馬術競技会規程」の第500条によると、「総合馬術競技は馬術の要素をほぼすべて盛り込んだ複合競技であり、多岐にわたる馬術競技での経験と自馬の能力に対する的確な認識を選手に求め、馬には正しい情報に基づく理にかなった調教で培われた一定の総合能力を求めるものである。」と謳われている。なお、総合馬術はオリンピック馬術競技の一種目として採用されている。
競技の進行として、3日間をかけて同一人馬により競技が行われる。初日に馬場馬術競技（調教審査）、2日目にクロスカントリー(耐久審査)、3日目に障害飛越競技（余力審査）が行われ、3日間の合計減点の少なさが競われる。そのため、総合馬術は「3日競技」（スリーデイイヴェント Three-Day Event）とも称される。また「同じ人と馬のペアが、異なる3種類の競技を続けて行う」ことから、人間が行うトライアスロンになぞらえて「馬術のトライアスロン」とも呼ばれる。
この競技の最大の特徴は2日目のクロスカントリー（耐久競技）に現れる。平坦な馬場から離れて、自然を生かした起伏の富んだコースに設けられた難易度の高い障害へ人馬は挑む事となり、騎乗者の技術や馬の体力や勇気などが問われる。障害の形態として、自然に近い状態の地形へ「竹柵」「生垣」「池」「水濠」「乾壕」といったものが設置される。障害の例として、「飛込み水濠」（下り坂を降りながら低い障害を飛越して大きな水濠に飛び込む障害）や「ダービー・バンケット」（小高い丘を登り、低い障害を飛越して、飛び降りる障害）がある。障害によっては「ロングルート」が設定されている場合があり、ダイレクトルートでリスクを取って時間短縮を狙うかロングルートで堅実にこなすかは人馬の判断に委ねられる。なお、世界レベルの大会ではコース長は6km以上となり、障害数も40箇所以上に及ぶ。
初日の馬場と3日目の障害では、単一の競技より少しレベルを落としたものが行われるが、3種目をこなさなければならないため、どの競技にもバランスよく対応できる高度な技術や能力が要求される。3日目の障害馬術競技が行われる前に、獣医師によるホースインスペクション（馬体調査）が行われ、競技を続行できるかどうかのチェックが行われる。そこで合格と判断された馬のみが競技を続行できる。そのため、選手やスタッフは馬のケアにあたり、コンディションを良好に保つ努力を行う。
日本国内ではコース設定に適した場所が乏しいため、一般には馴染みがないが、ヨーロッパでは人気のある競技である。なお日本国内では馬事公苑や、三木ホースランドパークで観戦できる。
世界的な大会として名高いのが、毎年5月上旬～中旬にかけてイギリスのバドミントンハウスにて行われる「バドミントン馬術大会」である。メインスポンサーを三菱自動車工業が務めている。競技レベルの高さもさる事ながら、バリエーションに富ませた障害物の数々が観客を楽しませている。過去には25万人もの観客を動員した実績もある。

## 競技レベル
各大会毎で求める競技レベルは「スター」で表現している。上級から4*（フォースター）、3*（スリースター）、2*（2スター）、1*（ワンスター）と定め、オリンピック馬術競技はフォースターレベルによる開催をFEIにより規定されている（FEI総合馬術競技会規程 第540条）。また世界選手権大会も同様にフォースターレベルによる開催が規定されている（FEI総合馬術競技会規程 第541条）。なお全日本選手権はスリースターレベルで行われている（日本馬術連盟競技会規程 第503条付則I）。